# Terremoto de Cariaco de 1997
El Terremoto de Cariaco de 1997, ocurrió en la localidad de Cariaco, en el Estado Sucre (región oriental de Venezuela) el miércoles 9 de julio de 1997 a las 15:23:00, hora local. Tuvo, aproximadamente, una magnitud de 7,0 y duró 51 segundos, ocasionando 73 víctimas fatales.

## Gravedad del sismo
El sismo o terremoto de Cariaco se considera el más grave ocurrido en Venezuela desde el terremoto que afectó a la ciudad de Caracas el 29 de julio de 1967.En este último sismo resultó particularmente irregular la ruptura superficial que se produjo en el segmento de la Falla del Pilar, con desplazamientos cosísmicos de aproximadamente 0,25 m y un proceso de baticion de suelos registrados en la línea de la costa.

## Efectos y magnitud del desastre

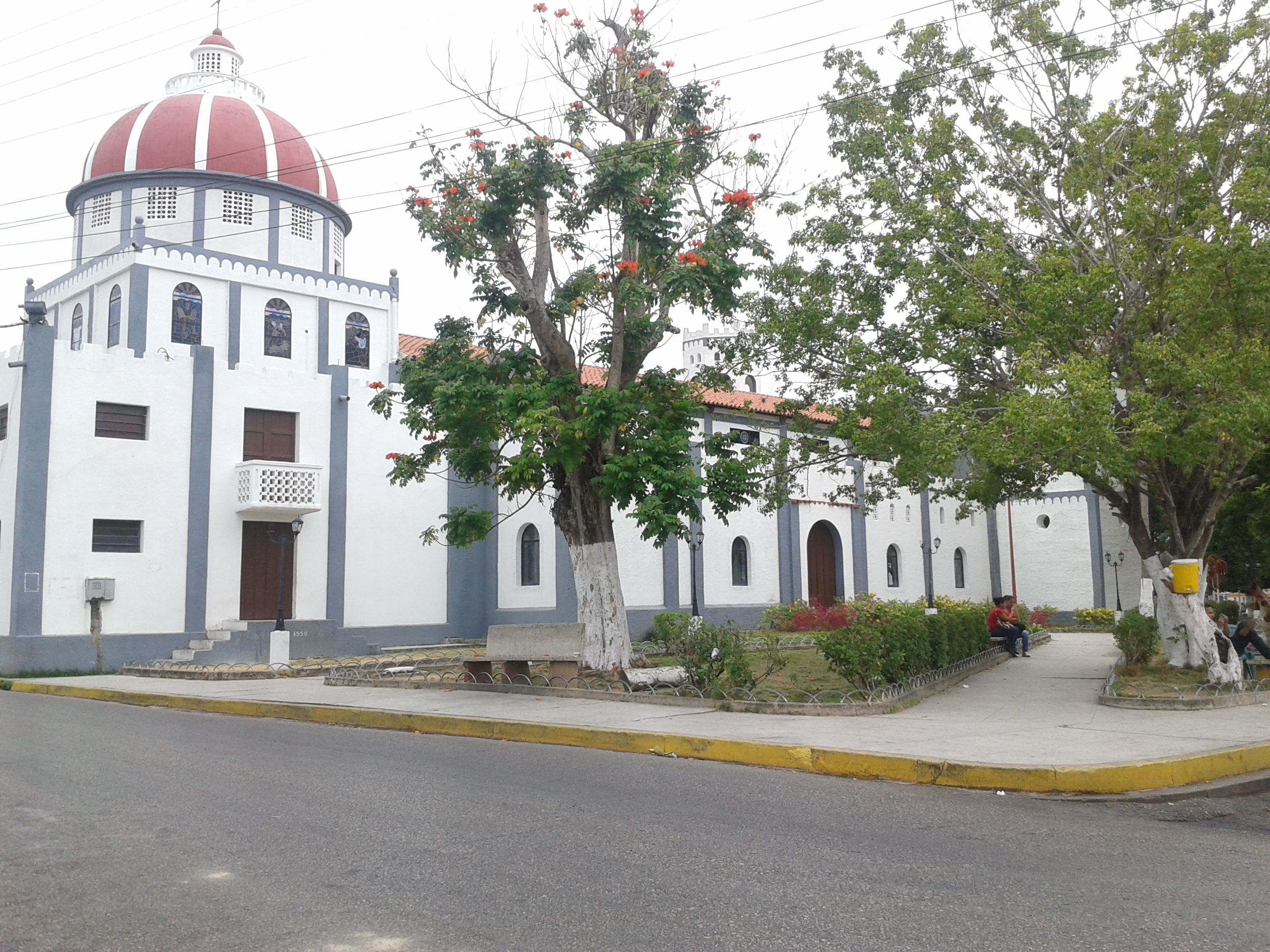
Iglesia reconstruida después del terremoto de Cariaco, estado Sucre.

Los efectos del sismo causaron el derrumbe parcial o total y daños graves a las estructuras, especialmente en Cariaco y Cumaná y serias averías a las redes de servicios públicos de agua y electricidad.
Las poblaciones más afectadas fueron la de los municipio Ribero en Cariaco, Sucre en Cumaná, Andrés Eloy Blanco en Casanay, Andrés Mata de San José de Areocuar, Mejías en San Antonio del Golfo y el Pilar en Benítez.
Para estimar la magnitud del terremoto y las actividades posteriores de manejo de desastres hay que tener presente las características de la ciudad de Cumaná, capital del estado, sede del poder ejecutivo regional con sistemas de construcción concebidos dentro de los conceptos de ingeniería estructural y servicios públicos para una población superior a los 230.000 habitantes; comparadas con la población de Cariaco, una comunidad rural, con un gran número de viviendas de bahareque, serias limitaciones en la red de servicios públicos y un ambulatorio con 20 camas de capacidad instalada, para una población de alrededor de 30.000 hab.
Las comunidades que sufrieron los mayores daños se encuentran ubicadas en el área de la ciudad de Cumaná y en la población de Cariaco. El resto del estado Sucre reportó solo algunos daños de consideración en edificios.
El mayor número de muertes ocurrió en dos construcciones: el edificio de uso residencial y de oficinas “Residencias Miramar” de siete pisos en Cumaná y El liceo “Raimundo Martínez Centeno”de Cariaco el cual presentaba muy serias fallas en su construcción que se hicieron patentes durante el fenómeno natural y ocasionando la muerte a muchos jóvenes estudiantes. En otros edificios de la ciudad se observaron fallas estructurales y no estructurales en escuelas, comercios y residencias, pero no comprometieron la integridad y estabilidad de las estructuras, estimándose que casi la totalidad de ellas podrá ser reparada. El reportero de televisión David Pérez Hanssen mostró el dramático colapso de la estructura de la edificación educativa, cuyos pisos superiores quedaron intactas que cayeron sobre la planta baja sin tocar el suelo porque quedó sostenida por pupitres y alumnos presentes en clase al momento de la conflagración.
Asimismo, fueron considerables los daños en diversas instalaciones públicas y privadas de la zona del muelle de Cariaco, San Antonio del Golfo, Nueva Colombia, Chiguana, río Casanay, Casanay, Yaguaraparo y el Pilar.
En la ciudad de Cumaná el edificio “Residencias Miramar” fue totalmente destruido por el sismo. Los edificios de Cariaco fueron los que recibieron el mayor impacto, por la cercanía al epicentro del sismo y por las deficiencias de las construcciones.
El liceo “Raimundo Martínez” y la escuela “Valentín Valiente”, construcciones de concreto armado, sufrieron el colapso de pisos y módulos completos (losas de piso y techo), así como deformaciones permanentes en las losas, fallas en las vigas principales y trituramiento del concreto en columnas. Un grupo de ingenieros especialistas que inspeccionó los establecimientos después del sismo tomaron en consideración la forma de los edificios, detalles de construcción en la mezcla del concreto, armado de vigas, presencia de plantas libres, efectos de columna corta y definiciones de diseño estructural y comprobaron las deficiencias en su construcción.
Gran parte de las viviendas que fueron totalmente destruidas o seriamente afectadas, eran casas de bahareque que con dificultad habrían soportado movimientos sísmicos de baja intensidad. Situación parecida se presentó en las poblaciones de Andrés Eloy Blanco, Andrés Mata, Sucre, Arismendi y Mejías.

## Mortalidad producidas por el sismo
El número de muertes fue de aproximadamente 73 personas, la mayoría de ellas aparecieron tapiadas en el edificio Miramar de Cumaná, el Liceo Raimundo Martínez Centeno y la Escuela Valentín Valiente de Cariaco.

## Organización para la fase de recuperación
Una vez superada la respuesta inicial por parte de la Defensa Civil, Cuerpo de Bomberos, Servicio Paramédico, policías, y organizaciones no gubernamentales de rescate y socorro, se inicia la organización para coordinar la ayuda y el funcionamiento de todos los servicios públicos con el fin de brindar la mejor asistencia e iniciar la recuperación de las zonas afectadas.
Inicialmente el Gobierno Nacional, el Gobierno Regional y gobiernos locales declararon la zona, como zona de emergencia.
El nivel central asignó al Director Nacional de Defensa Civil la responsabilidad de la coordinación de la ayuda suministrada por el gobierno de la república. El Gobernador del Estado asignó a la Dirección Regional de Defensa Civil y la Red de Atención Inmediata la coordinación de los recursos y acciones de atención de las víctimas y a la Fundación Regional de Salud – Fundasalud – conjuntamente con el representante regional del Ministerio de Sanidad y Asistencia Social,de los aspectos de salud relacionados con el sismo.

## Manejo de cadáveres
Uno de los aspectos más críticos de un terremoto está relacionado con la identificación de las víctimas fatales. Los aspectos legales, culturales, religiosos y de salubridad vinculados a esta actividad cuentan con prioridad. En este caso se logró la identificación de todas las personas que perdieron la vida.
En la población de Cariaco, los cuerpos fueron trasladados al Hospital “Dr. Diego Carbonell”. El director del establecimiento rindió el informe correspondiente indicando que una hora después del sismo ya habían sido trasladados aproximadamente 15 cuerpos a la morgue del hospital. Hubo serias limitaciones para manejar el alto número de personas fallecidas. En el proceso de identificación participó activamente el personal de medicina legal del Cuerpo Técnico de Policía Judicial, responsables de tales procedimientos en caso de accidentes y emergencias.

## Daños al sistema de agua potable
Antes del sismo, la población de Cariaco tenía un programa de racionamiento de agua debido a problemas con el colector principal de 15 pulgadas, previsto para la descarga de aguas residuales. Solo cerca de 85% de la población tenía agua potable, con una capacidad de 80 L/s desde la planta de tratamiento. Como consecuencia del sismo, el servicio sufrió serios daños en la red de conducción y distribución interna en la ciudad, debido fundamentalmente a quiebres de tuberías, rupturas de válvulas y fallas en alimentadores principales. No se registraron averías en los tanques de almacenamiento y sistemas de captación,debido principalmente a que no se produjeron grandes deslizamientos de tierra, aunque si se presentaron algunos derrumbes y caídas de piedras en ciertos sectores.
La paralización de la red del servicio de suministro de agua fue total. Fue necesario acondicionar un programa de abastecimiento por medio de camiones cisterna y la apertura de dos centros de abastecimiento de agua adicionales al que existe en la zona de El Cardón. Aun cuando no se contabilizaron los daños por km de tubería, se constató que se realizaron 480 reparaciones por parte de contratistas privados, coordinados y supervisados por la empresa operadora del servicio, Hidrocaribe.